# Pawłowskij (obwód czelabiński)
Pawłowskij (ros. Павловский) – osiedle w Rosji, w obwodzie czelabińskim, w rejonie briedińskim. W 2010 liczyło 1435 mieszkańców.